# Robin Coombs
Robert Royston Amos Coombs (9 de gener de 1921 - 25 de gener de 2006) va ser un immunòleg britànic, co-descobridor de la prova de Coombs (1945) utilitzada per detectar anticossos en diversos escenaris clínics, com ara la malaltia Rh i la transfusió de sang.

## Biografia
Va néixer a Londres i va estudiar medicina veterinària a la Universitat d'Edimburg. El 1943 va ingressar al King's College de Cambridge, on va començar a treballar en un doctorat, que va obtenir el 1947. Abans d'acabar el seu doctorat, va desenvolupar i publicar mètodes per detectar anticossos amb Arthur Mourant i Robert Russell Race el 1945. Aquesta és la prova que ara es coneix com la prova de Coombs, que, segons la llegenda, es va idear per primera vegada mentre Coombs viatjava al tren.
Coombs es va convertir en professor i investigador al Departament de Patologia de la Universitat de Cambridge, convertint-se en membre del Corpus Christi College i en fundador de la seva Divisió d'Immunologia. Va ser nomenat Quart Catedràtic Superior en Biologia el 1966 i va continuar treballant a la Universitat de Cambridge fins al 1988.